# Chrysolophus
A  Chrysolophus, magyarul galléros fácán a madarak osztályának tyúkalakúak (Galliformes) rendjébe a fácánfélék (Phasianidae) családjába és a fácánformák (Phasianinae) alcsaládba tartozó nem.

## Rendszerezés
A nembe az alábbi 2 faj tartozik:
- aranyfácán (Chrysolophus pictus)
- gyémántfácán vagy Amherst-fácán (Chrysolophus amherstiae)